# Michael O’Dwyer
Sir Michael Francis O’Dwyer, GCIE, KCSI (* 28. April 1864 in Barronstown ; † 13. März 1940 in London) war ein britischer Kolonialbeamter. Von 1912 bis 1919 war er Vizegouverneur („Lieutenant Governor“) des Punjab in Indien. O’Dwyer lobte General Reginald Dyers Verhalten, das zum Massaker von Amritsar führte, und befürwortete das Massaker als „korrekte Handlung“. 1940 fiel er einem Attentat Udham Singhs zum Opfer.

## Frühes Leben
Michael Francis O’Dwyer wurde in County Tipperary, Irland geboren. Er wurde im St Stanislaus’ College in Tullamore ausgebildet. 1884 bestand er das Examen für den Indian Civil Service. Er studierte am Balliol College, Oxford, und machte dort einen Abschluss in Jura.
1885 begann er seinen Dienst in Indien auf verschiedenen Positionen, bis er im Dezember 1912 von Charles Hardinge zum Lieutenant Governor des Punjab ernannt wurde. Hardinge erklärte O’Dwyer, dass der Punjab besonders gefährlich sei.
1913 wurde O’Dwyer als Knight Commander des Order of the Star of India geadelt, und 1917 zum Knight Grand Commander des Order of the Indian Empire erhoben.

## Das Massaker
1919 verhängte O’Dwyer im Punjab Kriegsrecht und unter seiner Herrschaft tötete eine Einheit der Gurkhas unter General Reginald Dyer zahlreiche unbewaffnete Menschen in Amritsar. Britische Offiziere forderten den Rücktritt O’Dwyers. Edwin Montagu entließ ihn alsbald.

## Attentat
O’Dwyer wurde bei einem Meeting der East India Association und der Central Asian Society in Caxton Hall, London von Udham Singh, einem Sikh-Aktivisten, erschossen. Singhs Motive war die Rache für O’Dwyers Mitverantwortung für das Massaker. Singh wurde zum Tode verurteilt und gehängt. Später wurde seine Leiche nach Indien gebracht, wo diese von führenden Politikern in Empfang genommen wurde. Seine Tat ist Thema mehrerer indischer Filme. In Indien gilt er als Nationalheld.

## Schriften
- India as I Know It, London, 1925, Michael O’Dwyer.
- The O’Dwyers of Kilnamanagh: The History of an Irish Sept, Sir Michael F. O’Dwyer, 1933. (ein Buch über seine Familiengeschichte)